# Tom Petty
Thomas Earl „Tom” Petty (ur. 20 października 1950 w Gainesville, zm. 2 października 2017 w Santa Monica) – amerykański muzyk southernrockowy, gitarzysta, wokalista, kompozytor i autor tekstów. Jeden z najpopularniejszych muzyków rockowych lat 80. XX wieku. W swojej twórczości łączył amerykańskiego folk rocka (zwłaszcza w wykonaniu grup jak Grateful Dead, Boba Dylana i The Byrds) a wchodzącą na scenę nową falą.
Petty występował w grupie Tom Petty and the Heartbreakers, supergrupie Traveling Wilburys oraz solo.

## Życiorys

### Młodość
Urodził i wychowywał się w Gainesville na Florydzie jako pierwszy z dwóch synów Kitty (Avery) i Earla Petty. Od młodości zainteresowany był muzyką rockową. Szczególnie bliska była mu muzyka folkrockowa i południowego rocka. Największy wpływ na niego wywierali Bob Dylan oraz popularna w latach 60. grupa The Byrds. Gdy Petty zaczął uczyć się gry na gitarze i śpiewać, za wzór wziął sobie brzmienie Davida Crosby’ego. W 1968 ukończył szkołę średnią Gainesville High School, a następnie poświęcił się karierze muzyka rockowego.

### Kariera
W latach 1969–1975 i 2008–2017 związał się z formacją Mudcrutch. Z czasem artysta wyrobił sobie markę, podpisał kontrakt płytowy z firmą fonograficzną i związał się z muzykami tworzącymi grupę The Heartbreakers. Grupa pod nazwą Tom Petty and the Heartbreakers przejęła kontrakt solisty i w 1976 wydała swój pierwszy album. Choć muzyka przez nią grana powstawała wysiłkiem zespołowym, przez wielu uważana jest za niemal solowe przedsięwzięcia jej lidera, a sam Tom Petty, mimo że wydał jedynie dwa własne albumy, za solowego artystę.
W 1986 i 1987 grupa Toma Petty’ego koncertowała wspólnie z Bobem Dylanem. Obaj artyści nawiązali przyjaźń, która zaowocowała przedsięwzięciem muzycznym, którym była supergrupa folkrockowa Traveling Wilburys. Muzyka Toma Petty’ego straciła na popularności w latach 90. XX wieku, a sam artysta pozostawał mało aktywny. Powrotem na estrady był interesujący ze względu na przesłanie, nagrany z grupą The Heartbreakers, album The Last DJ, który spotkał się z mieszanym przyjęciem. W 2002 Tom Petty wraz ze swą grupą The Hearthbreakers został wprowadzony do Rock and Roll Hall of Fame.
W 2006 na rynku ukazał się kolejny, już trzeci solowy album Petty'ego zatytułowany Highway Companion. Album nagrany został przy współpracy z gitarzystą Heartbreakers, Mike’a Campbella i Jeffem Lynne'em z Electric Light Orchestra. Petty współpracował z nim w Traveling Wilburys, a także na albumach Full Moon Fever oraz Into the Great Wide Open. Jeden z utworów, pochodzący z Highway Companion zatytułowany „Square One”, znalazł się wcześniej na ścieżce dźwiękowej do filmu „Elisabethtown”.

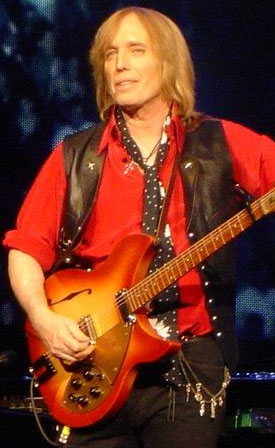
Petty podczas koncertu (Bristow, USA; 2006)

Oprócz albumów solowych Petty skomponował utwory do filmu Ta jedyna. Jego piosenki znalazły się także w takich filmach jak Mr. Deeds – milioner z przypadku (piosenka „You Don't Know How It Feels”), Dziękuję, Zoe (piosenka „Breakdown”) czy Milczenie owiec („American Girl”), z kolei utwór „Running Down a Dream” zagościł w ścieżce dźwiękowej do gry Grand Theft Auto: San Andreas, utwór można usłyszeć w radiu K-DST.
W 2007 roku przywrócił do życia swój zespół z młodości zwany Mudcrutch, a w 2008 roku na rynku ukazał się debiutancki album grupy pod takim samym tytułem. Był to zespół, który swe korzenie bierze jeszcze przed erą The Heartbreakers w 1970 roku. Z powodu decyzji wytwórni został rozwiązany w 1975 roku, a na jego zgliszczach powstał zespół The Heartbreakers. W skład Mudcrutch wchodzili: Tom Petty (gitara basowa), Mike Cambell (gitara prowadząca, rytmiczna), Benmont Tench (klawisze), Tom Leadon (gitara prowadząca, rytmiczna), Randall Marsh (perkusja).
W czerwcu 2010 roku wydany został kolejny już w dorobku The Heartbreakers album studyjny zatytułowany Mojo. Przedstawia on zespół w niecodziennym bluesowym wydaniu czego doskonałym przykładem jest np. utwór Jefferson Jericho Blues. 1 czerwca zespół rozpoczął trasę koncertową Mojo Tour 2010 po Ameryce Północnej występem w Red Rocks Amphitheatre w Denver stan Kolorado.
Zmarł 2 października 2017 roku w swoim domu w Kalifornii, w wyniku zawału mięśnia sercowego.
W grudniu 2023 roku piosenka „Love Is A Long Road” została wykorzystana w pierwszym zwiastunie gry Grand Theft Auto VI.

## Życie prywatne
26 marca 1974 poślubił Jane Benyo, z którą miał dwie córki: Adrię i Annę Kim. 9 września 1996 rozwiedli się. 3 czerwca 2001 ożenił się z Daną York, z którą był aż do swojej śmierci.

## Dyskografia

### Albumy
- Let Me Up (I've Had Enough) (1987)
- Full Moon Fever (1989)
- Into The Great Wide Open (1991)
- Wildflowers (1994)
- Echo (1999)
- Highway Companion (2006)
- MOJO (2010)

### Inne
- Traveling Wilburys Vol. 1 (1988)
- Traveling Wilburys Vol. 3 (1990)
- Mudcrutch (2008)

## Wybrana filmografia
| Rok       | Tytuł                                    | Rola                  | Reżyser           |
| --------- | ---------------------------------------- | --------------------- | ----------------- |
| 1987      | Między niebem a ziemią (Made in Heaven)  | Stanky                | Alan Rudolph      |
| 1997      | Wysłannik przyszłości (The Postman)      | burmistrz Bridge City | Kevin Costner     |
| 2004-2009 | Bobby kontra wapniaki (King of the Hill) | Lucky (głos)          | Kyoung Hee Lim    |
| 2013      | Sound City (film dokumentalny)           | w roli samego siebie  | Dave Grohl        |
| 2016      | One Lucky Moon                           | Johnny Sullivan       | Peter Bogdanovich |